# Alpha Trains
Alpha Trains (vormals Angel Trains International) ist eine Leasinggesellschaft für Schienenfahrzeuge. Der Sitz der Gesellschaft ist in Luxemburg. Niederlassungen und Tochtergesellschaften befinden sich in Antwerpen, Köln, Paris und Madrid. Die Gesellschaft vermietet Triebwagen und Lokomotiven an fast alle öffentlichen sowie privaten Eisenbahnbetreiber in 17 europäischen Ländern. Das Portfolio umfasst 505 Diesel- und Elektrolokomotiven sowie 501 Triebwagen (Stand: September 2023).

## Geschichte
Alpha Trains ist mit der Privatisierung der British Rail im Jahr 1994 entstanden. Aufgrund der Privatisierung wurde das gesamte Rollmaterial der British Rail an Schienenfahrzeuggesellschaften verkauft. Die Loks wurden anschließend von den drei daraus entstandenen Gesellschaften Angel Trains, Porterbrook und Eversholt Rail an andere Eisenbahnverkehrsunternehmen vermietet. Im Jahr 1999 wurde das Unternehmen Angel Trains International gegründet, ein 100-prozentiges Tochterunternehmen von Angel Trains, welches sich um die Entwicklung außerhalb Großbritanniens kümmert. Das erste Büro außerhalb Großbritanniens wurde von Angel Trains International im Jahr 2001 in Antwerpen eröffnet, welches verantwortlich für die Vermietung von Lokomotiven ist. Ein Jahr später, im Jahr 2002, wurde ein weiteres Büro in Köln eröffnet, welches für die Vermietung von Triebfahrzeugen für den Personenverkehr in Kontinentaleuropa zuständig ist.
Im August 2008 wurde der Verkauf von Angel Trains International von der Royal Bank of Scotland (RBS) an ein Konsortium aus ursprünglich zwei von Babcock & Brown betriebenen Fonds, AMP Capital, Deutsche Bank u. a. abgeschlossen. Beim Verkauf wurden alle damals im Bau befindlichen, noch nicht ausgelieferten Schienenfahrzeuge im Eigentum der RBS belassen, genauso wie der britische Geschäftsbereich. Ab 2009 waren die Aktionäre von Alpha Trains folgende:
- Arcus Infrastructure Partners
- AMP Capital
- PSP Investments

Seitdem agierte die Angel Trains International unabhängig vom britischen Geschäftsbereich.
Im Dezember 2009 wurde das unabhängige Unternehmen in Alpha Trains umbenannt. Das Unternehmen mit Sitz in Antwerpen wurde unter dem Namen Alpha Trains (Locomotives) getauft. Der Standort in Köln trägt seit 2002 den Namen Alpha Trains Europa GmbH. In den Jahren 2012 bis 2016 kaufte das Unternehmen der RBS die verbleibenden Loks und Triebwagen ab. Außerdem kaufte Alpha Trains bis 2015 moderne Triebwagen für den Personenverkehr. Der damalige Gesamtbestand der Fahrzeugflotte belief sich auf einen Wert von 1,5 Mrd. Euro.
2016 schaffte das Unternehmen erstmals eine Refinanzierung von etwa 600 Mio. Euro teilweise durch den US-amerikanischen Privatplatzierungsmarkt. Alpha Trains schloss währenddessen die erste Privatplatzierung in der Bahnbranche ab. Noch im gleichen Jahr kaufte das Unternehmen 89 weitere Züge, um zu expandieren. Kurze Zeit später, 2017, kaufte das Unternehmen 13 moderne Flirt-Triebwagen, die für den Einsatz auf den Netzen Teutoburger Wald sowie Hellweg bestimmt sind. Darüber hinaus orderte Alpha Trains zehn Siemens-Vectron-Lokomotiven sowie sechs weitere Dieselloks des Typs Euro 4000 des Herstellers Stadler (ehemals Vossloh). Im Jahr 2017 hatte der Gesamtbestand der Flotte einen Wert von über 2,5 Mrd. Euro.

2018 wurden vom Nachfolger der Euro 4000, dem Euro 4001, 9 Stück beschafft und eine französische Tochter mit Sitz in Paris gegründet.
Im Jahr 2020 verkauften AMP Capital und PSP Investments ihre Alpha Trains-Anteile.
Im Mai 2023 hatte Alpha Trains eine Flotte von 493 Loks und 498 Triebwagen mit einem Wert von über 3 Mrd. €.

## Heutige Situation
Neben dem bestehenden Gesellschafter Arcus sind APG Groep, PGGM und Swiss Life Asset Managers die neuen Anteilseigner des Unternehmens.
Der Unternehmenssitz der Alpha Trains Group S.à r.l. befindet sich mittlerweile in Luxemburg. Inzwischen wurden zwei weitere Standorte des Unternehmens in Paris (Firmenname: Alpha Trains France SAS) sowie Madrid (Firmenname: Alpha Trains Iberia S.A.) eröffnet.

## Alpha Trains Europa GmbH
Die Alpha Trains Europa GmbH ist ein 100-prozentiges Tochterunternehmen der Alpha Trains Group S.à r.l. mit Sitz in Köln. Das Unternehmen ist mit insgesamt 34 Mitarbeitern für den Schienenpersonenverkehr in ganz Europa zuständig. Im Jahr 2001 wurde das Unternehmen als Alpha Trains Europa GmbH gegründet. Der Umsatz der Alpha Trains Europa GmbH belief sich im Jahr 2016 auf knapp 50 Mio. Euro.
Nach eigenen Angaben bewirtschaftet Alpha Trains Europa rund 435 Triebzüge, darunter befinden sich Folgende:
| Triebzug            | Hersteller   | Antriebstechnik |
| ------------------- | ------------ | --------------- |
| Flirt               | Stadler Rail | Elektrisch      |
| Flirt 3             | Stadler Rail | Elektrisch      |
| Talent 2            | Bombardier   | Elektrisch      |
| Desiro ML           | Siemens      | Elektrisch      |
| Mireo               | Siemens      | Elektrisch      |
| Coradia Continental | Alstom       | Elektrisch      |
| Kiss                | Stadler Rail | Elektrisch      |
| Regio-Shuttle RS1   | Stadler Rail | Diesel          |
| Coradia Lint 41     | Alstom       | Diesel          |
| Coradia Lint 54     | Alstom       | Diesel          |
| Coradia Lint 81     | Alstom       | Diesel          |
| Desiro Classic      | Siemens      | Diesel          |
| Talent              | Bombardier   | Diesel          |

Die Züge werden von privaten Eisenbahnverkehrsunternehmen eingesetzt, darunter Abellio, Berchtesgadener Land Bahn, Eurobahn, Mittelrheinbahn, NordWestBahn, WestfalenBahn, Freiberger Eisenbahn, Bayrische Regiobahn, Städtebahn Sachsen, Niederbarnimer Eisenbahn und die Ostdeutsche Eisenbahn GmbH.

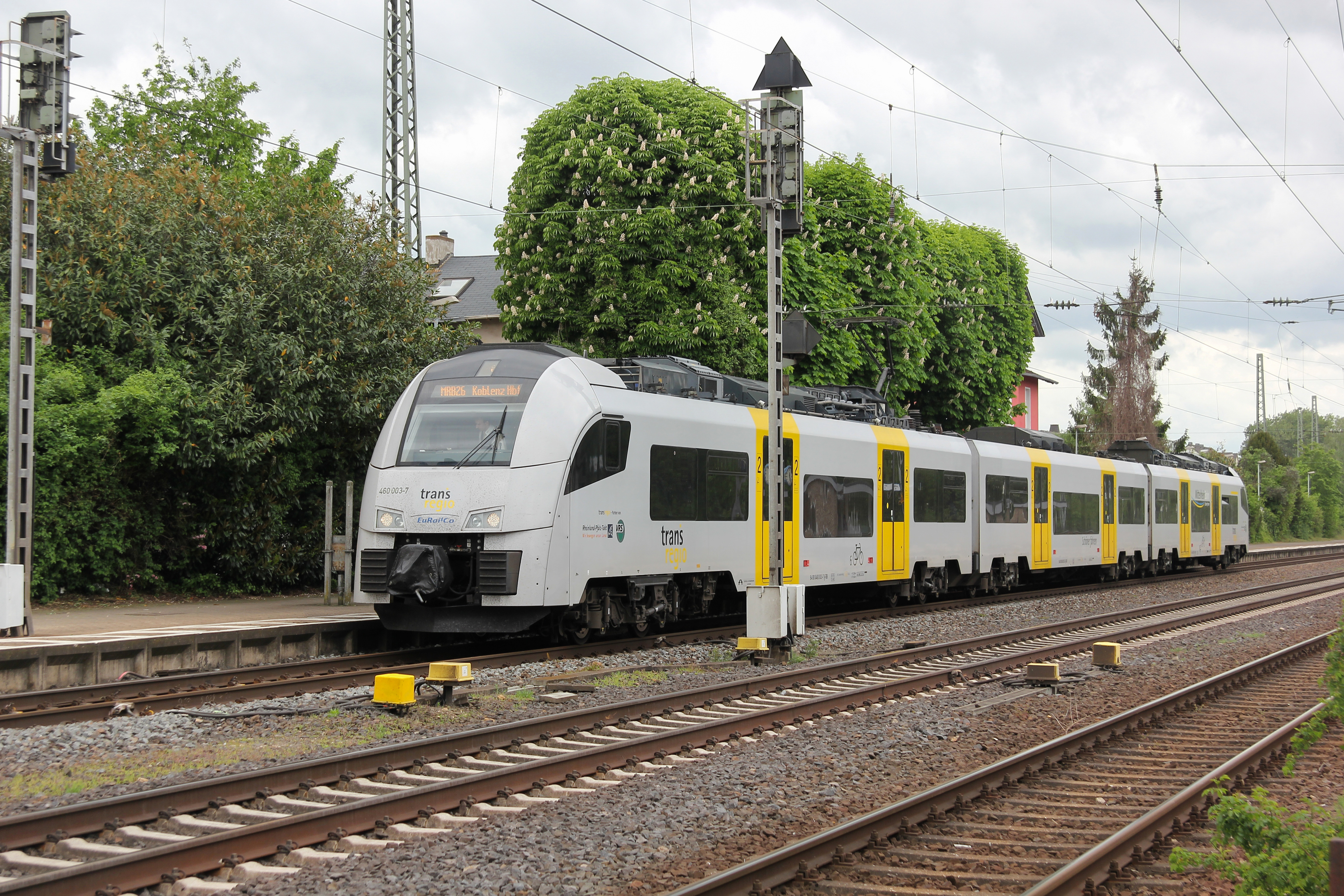
Ein Triebzug der Baureihe 460 (Desiro ML), angemietet von Alpha Trains.
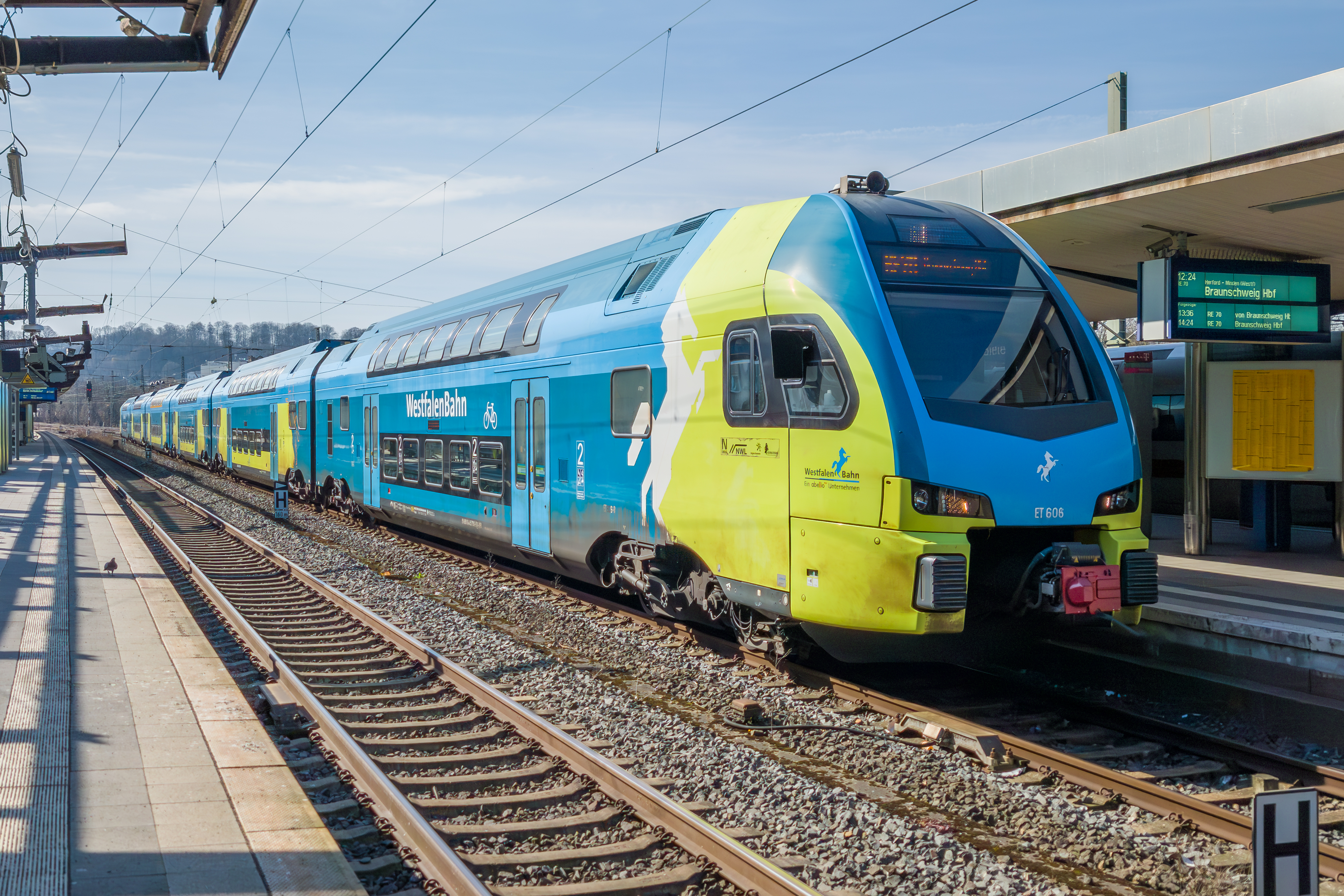
Ein Triebwagen des Typs „Kiss“ im Einsatz für die Westfalenbahn.
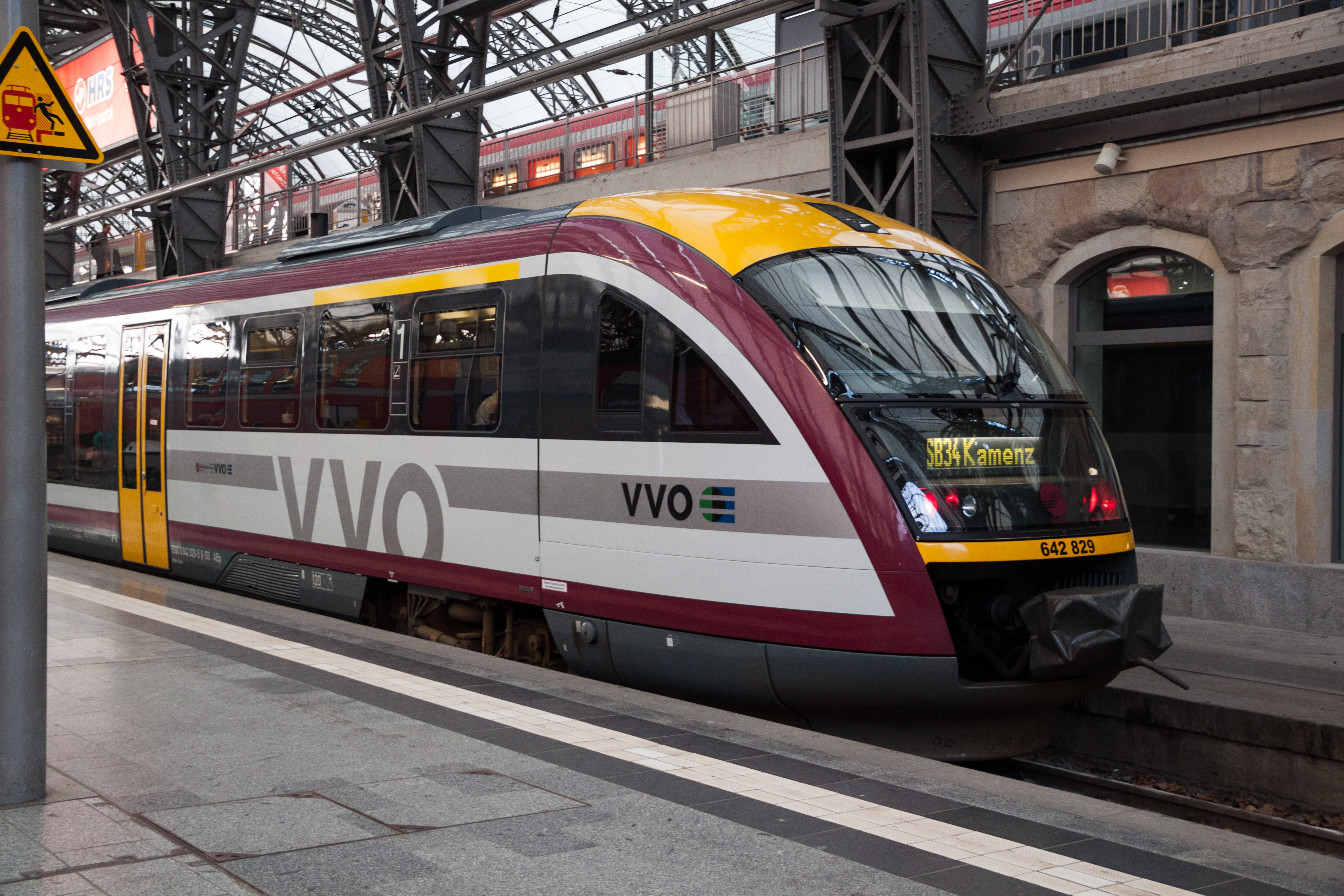
Ein Zug von Alpha Trains im Hauptbahnhof Dresden, im Einsatz für die Städtebahn Sachsen.

## Alpha Trains (Locomotives)
Das belgische Unternehmen Alpha Trains (Locomotives) ist das Gegenstück der Alpha Trains Europa GmbH. Alpha Trains (Locomotives) mit Sitz in Antwerpen ist für die Vermietung der Loks zuständig. Folgende Loks bietet das Unternehmen für die Vermietung an andere Eisenbahnverkehrsunternehmen an:
| Lok                           | Länderausstattungen/-pakete | Antriebsart                  | Hersteller               |
| ----------------------------- | --- | ---------------------------- | ------------------------ |
| Vectron (MS)                  | Deutschland, Österreich, Italien | Elektrisch                   | Siemens                  |
| Vectron (DM)                  | Deutschland | Elektrisch, Dieselelektrisch | Siemens                  |
| Baureihe 145                  | Deutschland | Elektrisch                   | Bombardier               |

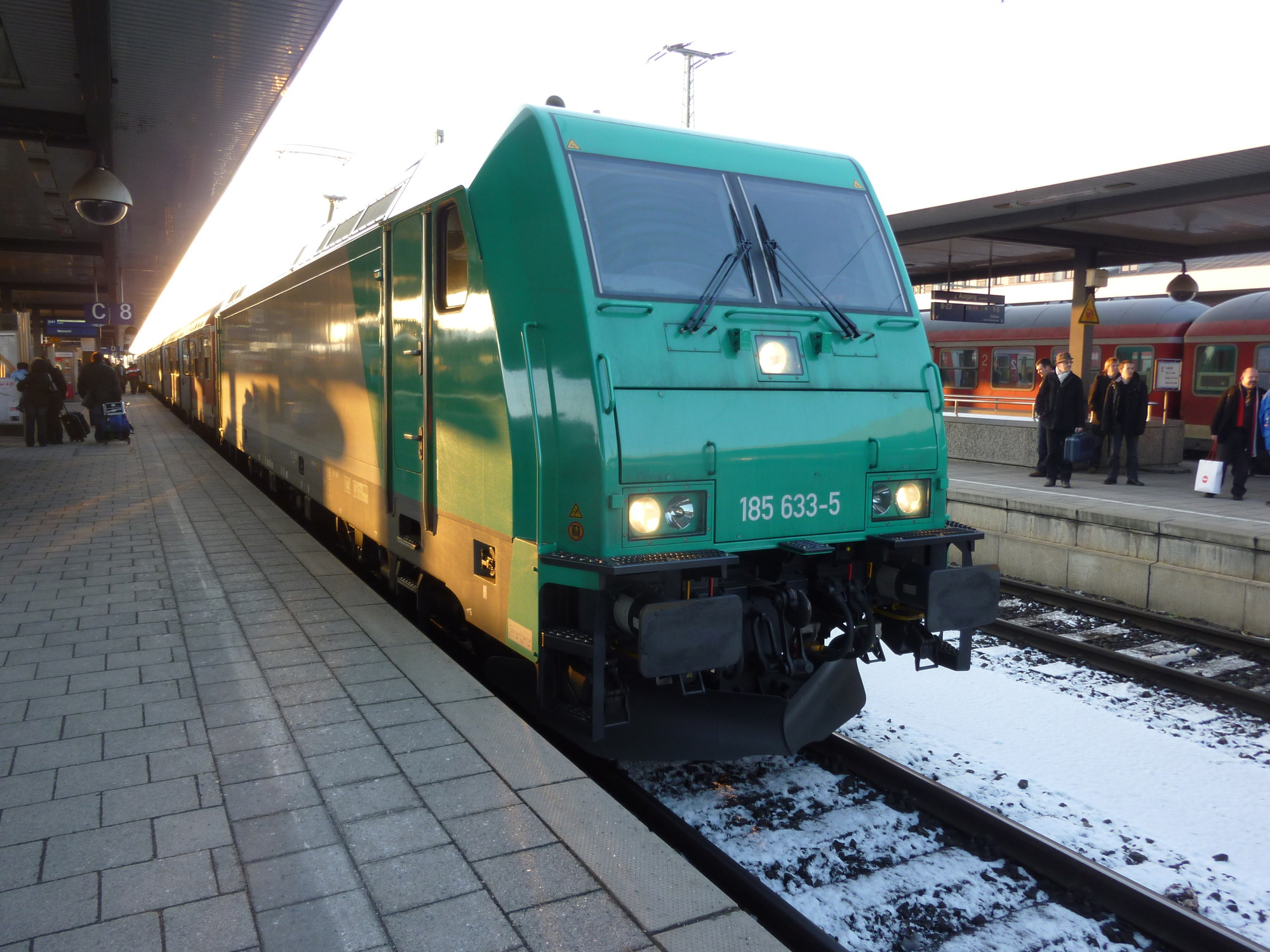
Eine Baureihe 185 der Alpha Trains im Bahnhof Nürnberg für die DB Regio.

| Baureihe 185.1                | (Deutschland) + (Deutschland, Österreich) + (Deutschland, Österreich, Schweiz)                                                                     | Elektrisch                   | Bombardier               |
| Baureihe 185.2                | (Deutschland, Österreich) + (Deutschland, Österreich, Ungarn) + (Deutschland, Österreich, Schweiz) + (Deutschland, Österreich, Schweden, Norwegen) | Elektrisch                   | Bombardier               |
| Baureihe 186                  | (Deutschland, Österreich, Polen) + (Deutschland, Belgien, Frankreich) + (Deutschland, Österreich, Belgien, Niederlande)                            | Elektrisch                   | Bombardier               |
| Baureihe 186 DC (Traxx E 483) | Italien | Elektrisch                   | Bombardier               |
| Euro 4000                     | (Spanien) + (Spanien, Portugal) | Dieselelektrisch             | Stadler                  |
| Euro 4001                     | Frankreich, Belgien | Dieselelektrisch             | Stadler                  |
| Euro 6000                     | Spanien, Frankreich, Belgien, Luxemburg | Elektrisch                   | Stadler                  |
| Euro 9000                     | Deutschland, Österreich, Schweiz, Italien, Belgien, Niederlande                                                                                    | Elektrisch, Dieselelektrisch | Stadler                  |
| Class 66                      | (Deutschland, Polen) | Dieselelektrisch             | Progress Rail Locomotive |
| G 2000                        | (Deutschland) + (Deutschland, Niederlande) + (Deutschland, Belgien, Niederlande) + (Belgien, Niederlande) + (Italien) + (Frankreich)               | Dieselhydraulisch            | Vossloh                  |
| ER 20                         | Deutschland, Österreich, Tschechien | Dieselelektrisch             | Siemens                  |
| G 1700                        | Deutschland | Dieselhydraulisch            | Vossloh                  |
| G 1206                        | (Deutschland) + (Deutschland, Frankreich) + (Deutschland, Luxemburg) + (Deutschland, Niederlande)                                                  | Dieselhydraulisch            | Vossloh                  |
| G 1000                        | (Deutschland) + (Deutschland, Luxemburg) + (Frankreich) + (Italien)                                                                                | Dieselhydraulisch            | Vossloh                  |

Lokomotiven vermietet Alpha Trains unter anderen an folgende Eisenbahnverkehrsunternehmen: Crossrail, LTE, Lineas, RheinCargo, Railcargo, Freightliner PL, TX Logistik, SNCB, Transfesa sowie die Deutsche Bahn.
Das Unternehmen erwirtschaftete mit diesem Fuhrpark im Jahr 2016 einen Verlust von ca. 315.000 Euro.

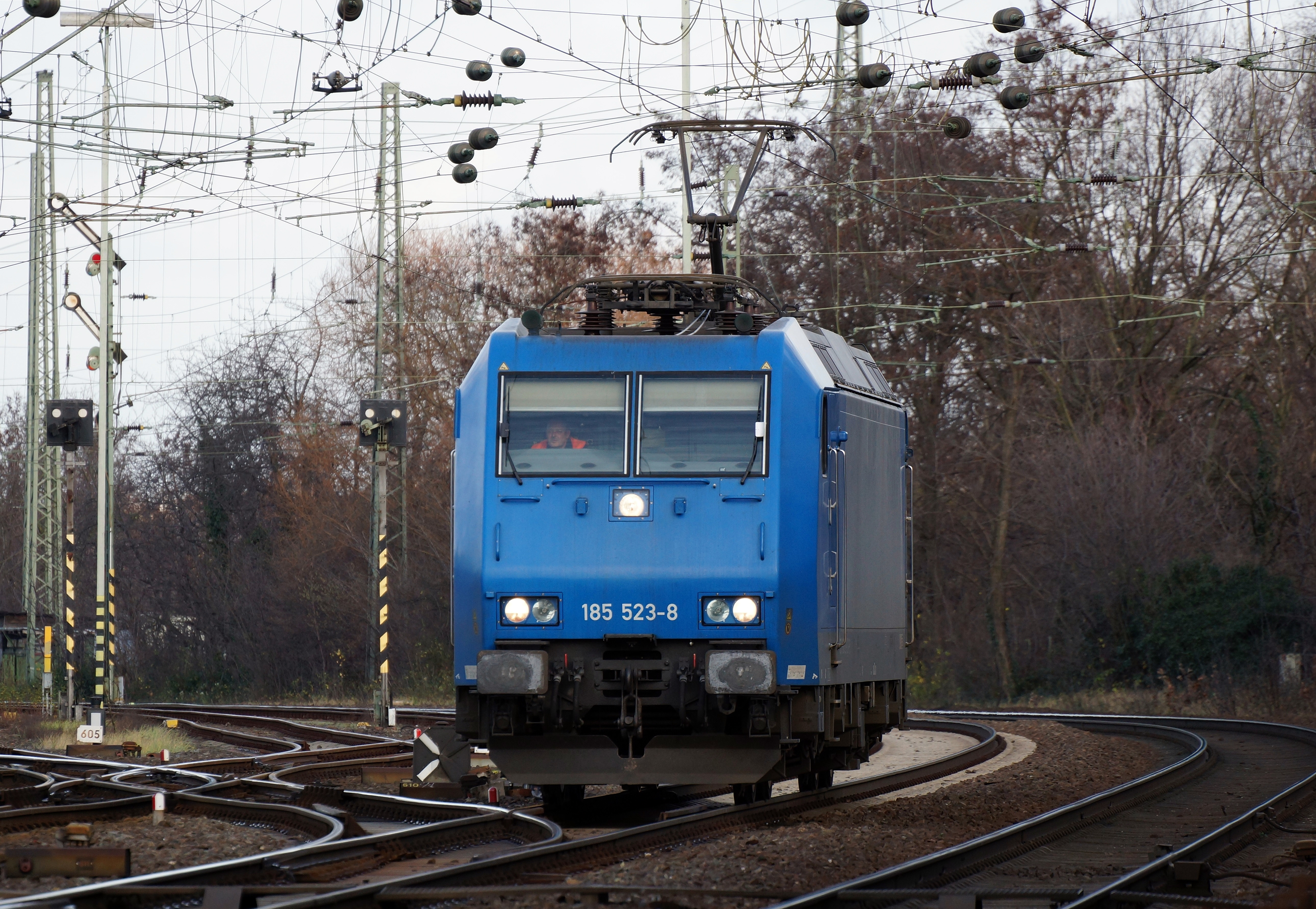
Eine Rhein-Cargo-Lok von Alpha Trains in Köln-Kalk Nord.